# Aspilaima platoniae
Aspilaima platoniae är en svampart som beskrevs av Bat. & H. Maia 1961. Aspilaima platoniae ingår i släktet Aspilaima, divisionen sporsäcksvampar och riket svampar.   Inga underarter finns listade i Catalogue of Life.